# ベレーネ・ベンソン
ベレーネ・ベンソン（Breanne Benson、1984年4月22日 - ）は、アメリカ合衆国のポルノ女優。アルバニア共和国ティラナ出身。
2011年時点で5 ft 4 in (1.63 m)、体重103 lb (47 kg; 7.4 st)、177本に出演。

## 経歴
アルバニア共和国のティラナに生まれる。高校卒業後、心理学と人間の性を研究した。デビュー作はポルノ男優トニー・パウンズ(Tony Pounds)と先輩のポルノ女優であるターニャ・ジェームスとの絡みで「Cockless 23」として発売された。